# Nicolas Grunitzky
Nicolas Grunitzky   (Atakpamé, 5 d'abril de 1913 - París, 27 de setembre de 1969) va ser el segon President de Togo i el seu tercer cap d'Estat, exercint la presidència entre 1963 i 1967, va ser deposat abans d'acabar el seu mandat constitucional. Anteriorment, havia estat Primer ministre del país durant el període colonial. Després del cop de 1963, que va matar al seu rival polític nacionalista Sylvanus Olympio, Grunitzky va ser triat pel comitè militar dels colpistes a ser el segon president de Togo, sent ratificat en el càrrec en unes eleccions sense oposició.
Durant el seu mandat, va intentar organitzar-se un sistema multipartidista però al mateix temps unificar els diferents partits polítics en un govern d'unitat nacional. Va ser, no obstant això, deposat tres dies abans d'acabar el seu mandat constitucional, al gener de 1967.

## Biografia
Nicolas Grunitzky va néixer en 1913, quan Togo era una colònia de l'Imperi alemany. El seu pare era alemany amb ascendència polonesa i la seva mare era de la reialesa yoruba. Va estudiar enginyeria civil a la ESTP a París i va ser un funcionari públic abans de deixar-ho per a formar la seva pròpia companyia. Va ser secretari general del Partit del Progrés de Togo i va ser triat en l'Assemblea Representativa de Togo en 1951. Va ser el Primer ministre del país quan era una República autònoma dins de la Unió Francesa.
Nicolas Grunitzky es va convertir en el president de Togo després d'un cop d'estat que acaba amb l'assassinat del primer president de Togo, Sylvanus Olympio, el seu cunyat. Aquest cop d'estat, el primer en la història de l'Àfrica negra després de la independència, està organitzat per un grup de soldats liderats pel Sergent Étienne Gnassingbé Eyadema.
Nicolas Grunitzky va morir en un accident de cotxe a França, concretament a París, el 27 de setembre de 1969.